# Erdinduktorkompass

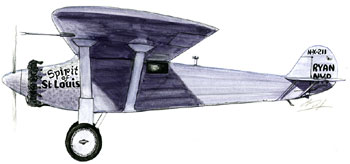
Das Anemometer des Erdinduktorkompasses der Spirit of St. Louis ist als kleines „T“ oben auf dem Rumpf hinter der Tragfläche zu erkennen

Ein Erdinduktorkompass (oder Erdinduktor) ist ein Kompass, der die Nordrichtung unter Ausnutzung der elektromagnetischen Induktion bestimmt. Dabei dient das Erdmagnetfeld als Induktionsfeld für einen elektrischen Generator. Die Ausgangsspannung des Generators verändert sich im Verhältnis zu seiner Lage im Erdmagnetfeld. Durch die Messung dieser Spannungsänderungen wird die Richtung des magnetischen Nordpols bestimmt.

## Geschichte
Der Erdinduktorkompass wurde im Jahr 1912 von Donald M. Bliss zum Patent angemeldet. 1920 wurde er von Paul R. Heyl und Lyman James Briggs vom United States National Bureau of Standards und 1924 noch einmal von Morris Titterington von der Pioneer Instrument Company in Brooklyn, New York weiterentwickelt. Im Jahr 1922 wurden Heyl und Briggs für ihre Arbeit mit der Magellanic Premium der American Philosophical Society ausgezeichnet. Da der Erdinduktorkompass die Schwächen des Magnetkompasses ausgleicht, war er für Piloten ein stabileres und zuverlässigeres Navigationsinstrument. Verwendet wurde der Erdinduktor beispielsweise vom United States Army Air Corps in den beiden Douglas World Cruisern während der ersten Weltumrundung per Flugzeug im Jahr 1924. Charles Lindbergh verwendete ebenfalls einen Erdinduktor für die Navigation auf seinem Transatlantikflug mit der Spirit of St. Louis im Jahr 1927. Indem Lindbergh auf dem Streckenabschnitt über den Atlantik – eine Distanz von etwa 2.000 mi (3.219 km) – mittels Koppelnavigation mit dem Erdinduktor einmal pro Stunde seine Position bestimmte, konnte er die Küste Irlands mit einer Genauigkeit von 10 mi (16 km), das heißt einem Fehler von weniger als einem Prozent, erreichen.

## Funktion
Die ursprüngliche Konstruktion von Bliss besteht aus zwei Ankern, die auf einer gemeinsamen, vertikalen Achse drehbar gelagert sind. Beide Anker sind mit je einem Satz Kommutatoren verbunden, die um neunzig Grad gegeneinander gedreht angeordnet sind. Wenn einer der Kommutatorensätze am Magnetfeld der Erde ausgerichtet ist, fließt kein Strom. Bei einer Abweichung von dieser Ausrichtung wird ein Strom induziert, der proportional zum Sinus des Abweichungswinkels ist. Da der Sinus sein Maximum bei neunzig Grad hat, kann ein bestimmter Strom entweder eine bestimmte Richtung oder die genaue Gegenrichtung anzeigen. Mithilfe des im zweiten Kommutatorensatz induzierten Stroms kann zwischen den beiden möglichen Richtungen unterschieden werden.
Die Bewegungsrichtung kann durch den Vergleich von zwei unabhängigen Galvanometern – eins für jeden Anker – bestimmt werden. Die Galvanometer müssen zunächst mit einer bekannten Richtung kalibriert werden, da die Rotationsgeschwindigkeit der Anker und magnetische Streufelder die Messungen beeinflussen können.
Spätere Modelle erleichterten das Ablesen, indem sie die Abweichung vom gewünschten Kurs anzeigten. Sie erlaubten dem Benutzer, die Kommutatoren so auszurichten, dass kein Strom induziert wurde, wenn sich das Flugzeug in die gewünschte Richtung bewegte. Ein einzelnes Galvanometer zeigte an, ob der Pilot zu weit nach links oder zu weit nach rechts steuerte.
Lindberghs Kompass nutzte ein Anemometer, um die Anker mittels eines Kreuzgelenks in Drehung zu versetzen. Die Anker waren mit einer kardanischen Aufhängung montiert, um die Bewegungen des Flugzeugs um Quer- und Längsachse auszugleichen, da eine Neigung der Anker die Ausrichtung zum Erdmagnetfeld geändert und zu falschen Anzeigen geführt hätte. Die rotierenden Anker wurden durch den gyroskopischen Effekt in ihrer Lage stabilisiert.

## Patente
- Patent  US1047157: Device for Determining Direction. Veröffentlicht am 17. Dezember 1912, Anmelder: Charles J. Henschel, Erfinder: Donald M. Bliss.‌
- Patent  US1840911: Induction compass. Angemeldet am 8. Juli 1931, veröffentlicht am 12. Januar 1932, Anmelder: Nicolas Minorsky, Erfinder: Nicolas Minorsky.‌
- Patent  US2434324: Earth inductor compass. Veröffentlicht am 13. Januar 1948, Anmelder: Control Instrument Company Inc, Erfinder: Henry Lehde.‌
- Patent  GB314786: Improvements in electro-magnetic apparatus for the observation and correction of travel of aerial and marine craft. Veröffentlicht am 23. Dezember 1929, Anmelder: Eugene Vion, Erfinder: Eugene Vion.‌